# 木村建次郎
木村 建次郎（きむら けんじろう、1978年 - ）は、日本の応用物理学者であり、神戸大学数理データサイエンスセンター教授、京都大学客員教授、株式会社Integral Geometry Scienceの代表取締役。博士（工学）（京都大学、2006年）。Principal investigator。
サブサーフェスイメージングと逆問題の研究に従事。応用数学史上の未解決問題であった「波動散乱の逆問題」の解析解の導出に世界で初めて成功し、多重経路散乱場理論を確立した。また蓄電池等における静磁場‐電流の逆問題の解析解の導出にも成功し、これら研究成果を社会に実装するため、株式会社Integral Geometry Scienceを創業した。

## 経歴
- 1978年：岡山県に生まれる。
- 1994年：倉敷市立郷内中学校卒業
- 1997年：岡山高等学校卒業
- 1997年：京都大学工学部電気電子工学科入学
- 2001年：京都大学工学部電気電子工学科卒業
- 2003年：京都大学大学院工学研究科電子工学専攻修士課程修了
- 2006年：京都大学大学院工学研究科電子工学専攻博士課程修了（工学博士）。電子デバイスに関する研究開発に従事し、２次元キャリア密度分布を可視化する顕微鏡装置を開発[4]。
- 2006年：JST先端計測分析技術・機器開発事業　産官学連携研究員。大気中液中で動作する原子分解能分析顕微鏡の開発に従事(JST先端計測)。世界で初めて固液界面の液体構造の原子スケールでの撮影に成功。
- 2008年：神戸大学大学院理学研究科　講師
- 2009年：JSTさきがけ研究者。一括電子線露光装置に関する研究開発に従事し、MCP(Micro Channel Plate)電子銃装置を製作。電子顕微鏡の高分解能化、小型化を実現する近軸光線レンズを発明[5]。
- 2012年：神戸大学大学院理学研究科　准教授
- 2013年：JST先端計測分析技術・機器開発事業受託研究プロジェクト代表。リチウムイオン電池の電流経路を非破壊で映像化するシステムを開発[6]。
- 2013年：総務省SCOPEプロジェクト代表。マイクロ波マンモグラフィーの試作機を開発[7]。
- 2015年：AMED先端計測分析技術・機器開発事業受託研究プロジェクト代表。世界最高性能のマイクロ波マンモグラフィーのプロトタイプ機を開発し、高濃度乳房を含む全てのタイプの乳房で高い乳がん検出感度を有することが示した[8]。
- 2017年：JST未来社会創造事業プロジェクト代表。世界一安全・安心社会の実現を目標に次世代セキュリティシステム・スーパーセキュリティゲートの開発を行っている[9]。
- 2017年：NEDO新エネルギー等のシーズ発掘・事業化に向けた技術研究開発事業プロジェクト副代表。世界で初めて蓄電池内部の電流密度分布を非破壊で映像化する計測システムの開発に成功した[10]。
- 2018年：神戸大学数理データサイエンスセンター教授　兼　神戸大学大学院理学研究科教授
- 2019年：兵庫県最先端技術研究事業（ＣＯＥプログラム）プロジェクト副代表。レベル5-自動運転を実現するための基礎研究を行っている[11]。
- 2020年：国土交通省の令和2年度建設技術研究開発費補助金プロジェクト神戸大学代表。トンネル磁気効果素子を用いたコンクリート内部鉄筋腐食・破断映像化装置を開発。
- 2020年：日本学術振興会（文部科学省）の令和2年度科学研究費助成事業（科学研究費補助金）学術変革領域研究、計画研究A02-4代表。散乱理論・散乱イメージング理論の構築。
- 2021年：神戸市の神戸医療産業都市研究開発助成金プロジェクト代表。耐ウイルスプラズマシールドテクノロジーの実現に携わった。
- 2021年：中小企業庁の令和3年度中小企業経営支援等対策費補助金プロジェクト神戸大学代表。広大な領域を高速かつ精密に画像診断することが可能なSuper-array4次元時空間スライサーテクノロジーを実現した。
- 2022年：宇宙航空研究開発機構（JAXA）の太陽系フロンティア開拓による人類の生存圏・活動領域拡大に向けたオープンイノベーションハブプロジェクト代表。月深部の立体構造を断層映像化する技術―MOON散乱場断層イメージング技術―の開発を行った。
- 2024年：NEDO（国立研究開発法人新エネルギー・産業技術総合開発機構）のディープテック・スタートアップ支援基金/ディープテック・スタートアップ支援事業代表。インライン蓄電池電流密度分布検査システムの量産化実証を行っている。
- 2024年：京都大学客員教授(兼務)

## 受賞等
- 2009年：第3回分子科学討論会　優秀講演賞受賞[12]
- 2014年：第1回中辻賞受賞
- 2017年：第1回日本医療研究開発大賞受賞 (内閣官房 健康・医療戦略室主催、首相官邸にて表彰)[13]
- その他、表面科学会、応用物理学会、分子科学会、全国発明コンテストなど受賞多数。

## メディア出演
- 2018年6月26日：朝日放送テレビ　キャスト
- 2018年9月5日：NHK　ためしてガッテン
- 2018年9月12日：関西テレビ　報道ランナー
- 2018年9月26日：ABCラジオ　ドッキリハッキリ三代澤康司です
- 2018年10月3日：日本テレビ　スッキリ
- 2019年1月15日：テレビ東京　日経プラス10
- 2019年4月9日：CBCラジオ　多田しげおの気分爽快!!～朝からP･O･N
- 2019年9月13日：NHK　Live Love ひょうご
- 2019年9月13日：関西テレビ　報道ランナー
- 2019年9月13日：NHK　兵庫ニュース845
- 2019年9月14日：NHK　おはよう日本
- 2019年10月17日：テレビ大阪　やさしいニュース2部
- 2019年12月14日：BSフジ　この国の行く末2～テクノロジーの進化とオープンイノベーション～前編
- 2019年12月21日：BSフジ　この国の行く末2～テクノロジーの進化とオープンイノベーション～後編
- 2019年12月26日：東海テレビ　スイッチ！
- 2019年2月16日：テレビ東京　チェンジ・ザ・ワールド
- 2019年2月20日：BSテレ東　チェンジ・ザ・ワールド
- 2021年1月24日：健康カプセル！ゲンキの時間
- 2021年2月7日：NHK　サイエンスZERO「命を救う“驚異の数学” 発明家・木村建次郎」
- 2021年3月28日：NHK　サイエンスZERO　特別編「未知の世界をひらく！科学者たちの情熱SP」
- 2021年10月10日：NHK　サイエンスZERO「命を救う“驚異の数学” 発明家・木村建次郎」
- 2021年10月16日：NHK　サイエンスZERO「命を救う“驚異の数学” 発明家・木村建次郎」
- 2022年3月28日：NHK　サイエンスZERO 小島瑠璃子さん卒業！科学への激熱メッセージはこちら
- 2024年5月18日：テレビ東京 ブレイクスルー がん検査に革命！？“数学の天才”が物を“透視”する技術を発明！
- 2024年5月25日：テレビ東京 ブレイクスルー“数学の天才”が透視技術で平和を守る新発明
- 2024年5月25日：テレ東BIZ  ブレイクスルー 未公開インタビュー “和製エジソン”が語る天才の育て方
- 2024年7月5日：ABEMA　ABEMA Prime（アベマプライム）　数学でモノを透視?埋蔵金探査の依頼も?憧れはエジソン!天才物理学者を直撃
- 2024年8月19日：テレビ東京　誰でも考えたくなる「正解の無いクイズ」 Q193
- 2024年8月28日：テレビ東京　誰でも考えたくなる「正解の無いクイズ」 Q198
- 2024年10月2日：テレビ東京　誰でも考えたくなる「正解の無いクイズ」 Q211
- 2024年10月19日：テレビ東京　誰でも考えたくなる「正解の無いクイズ」 正解の無いクイズLIVEスペシャル
- 2024年10月21日：テレビ東京　誰でも考えたくなる「正解の無いクイズ」 Q217
- 2024年10月22日：テレビ東京　誰でも考えたくなる「正解の無いクイズ」 Q218
- 2024年10月28日：テレビ東京　誰でも考えたくなる「正解の無いクイズ」 Q220
- 2024年11月2日：TBSテレビ　情報7daysニュースキャスター　世界初の発明を連発！数学で人の暮らしを守る「現代のエジソン」
- 2025年1月4日：テレビ東京 ブレイクスルー日本を担う開拓者たち！あの開拓者たちの現在地
- 2025年1月4日：テレ東BIZ  ブレイクスルー 未公開インタビュー “数学の天才”が化学反応の常識を変える⁉木村流の株式投資術も【真山仁の深掘り未公開インタビュー】
- 2025年1月9日：テレビ東京　WBSトレンドたまごneo 　次世代型セキュリティーゲート
- 2025年1月18日：NHK Eテレ　浪曲特選冬
- 2025年3月24日：NHK BSプレミアム4K　太陽の塔 消えた顔を追え
- 2025年4月28日：News Picks　数学の天才が挑む「化学反応の原理完全解明」
- 2025年4月28日：YouTube　「油田やガン細胞、鞄の中まで透視可能に」数学の天才が解いた、超難問「波動散乱の逆問題」とは？世界初の物体透視、脳の修理、化学反応の原理完全解明…　【ホリエモン×木村建次郎】 HORIE ONE
- 2025年5月3日：NHK総合　太陽の塔 消えた顔を追え
- 2025年5月26日：テレ東BIZ　道路陥没も“透視”する数学の難問「波動散乱の逆問題」を1ミリでも理解したい【橋本幸治の理系通信】
- 2025年5月27日：YouTube　道路陥没も“透視”する数学の難問「波動散乱の逆問題」を1ミリでも理解したい【橋本幸治の理系通信】